# Rhadinopasa
Rhadinopasa is een geslacht van vlinders uit de onderfamilie Smerinthinae van de familie pijlstaarten (Sphingidae).

## Soorten
- Rhadinopasa hornimani (Druce, 1880)